# Nouilly
Nouilly est une commune française située dans le département de la Moselle, en Lorraine, dans la région administrative Grand Est. Ses habitants sont appelés les Novillois.

## Géographie
Nouilly est une petite commune rurale située en Moselle, au nord-est de Metz. Au sud du village se trouve le lieu-dit de Lauvallières.

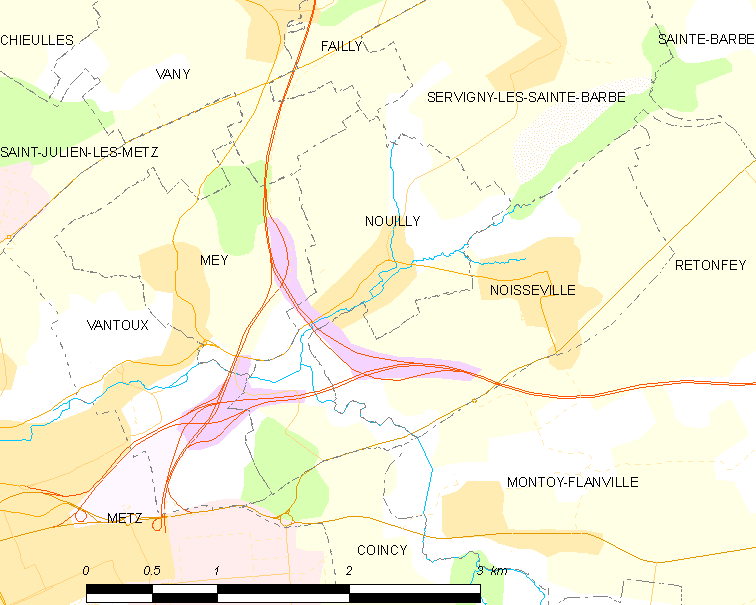
Carte de la commune.

### Communes limitrophes
| Vany    | Failly  | Servigny-lès-Sainte-Barbe    |
| Mey     | Nouilly | Noisseville                  |
| Vantoux | Coincy  | Noisseville Montoy-Flanville |

### Hydrographie
La commune est située dans le bassin versant du Rhin au sein du bassin Rhin-Meuse. Elle est drainée par le ruisseau de Vallières, le ruisseau de Dame Jeannette et le ruisseau de Quarante.
Le ruisseau de Vallieres, d'une longueur totale de 14 km, prend sa source dans la commune de Glatigny et se jette  dans un bras mort de la Moselle à Saint-Julien-lès-Metz en limite avec Metz, après avoir traversé neuf communes.

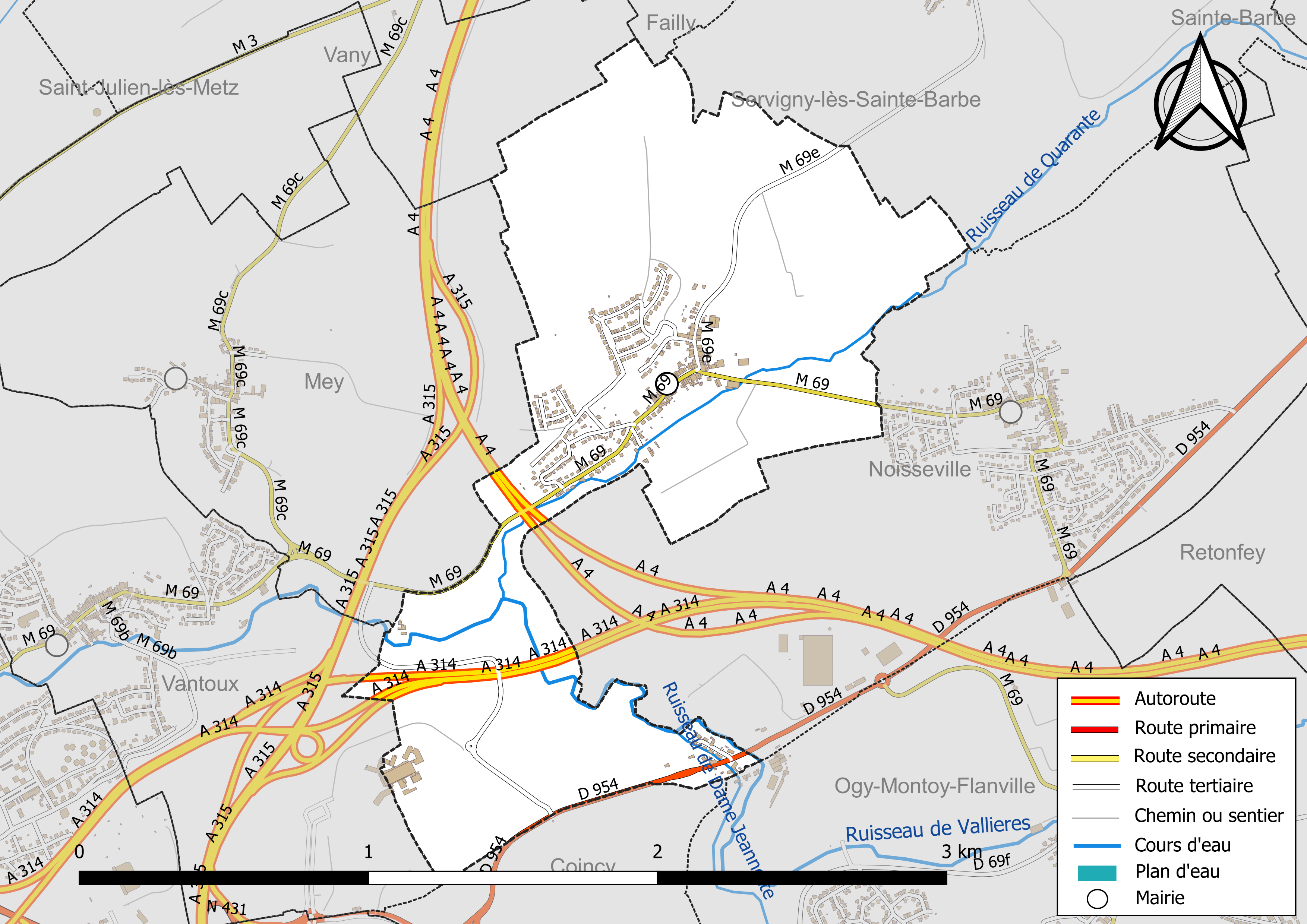
Réseaux hydrographique et routier de Nouilly.

La qualité des eaux des principaux cours d’eau de la commune, notamment du ruisseau de Vallières, peut être consultée sur un site spécial géré par les agences de l’eau et l’Agence française pour la biodiversité.

### Climat
Pour des articles plus généraux, voir Climat du Grand Est et Climat de la Moselle.
En 2010, le climat de la commune est de type climat des marges montargnardes, selon une étude du Centre national de la recherche scientifique s'appuyant sur une série de données couvrant la période 1971-2000. En 2020, Météo-France publie une typologie des climats de la France métropolitaine dans laquelle la commune est exposée à un climat semi-continental et est dans la région climatique  Lorraine, plateau de Langres, Morvan, caractérisée par un hiver rude (1,5 °C), des vents modérés et des brouillards fréquents en automne et hiver. 
Pour la période 1971-2000, la température annuelle moyenne est de 9,8 °C, avec une amplitude thermique annuelle de 16,7 °C. Le cumul annuel moyen de précipitations est de 780 mm, avec 12 jours de précipitations en janvier et 9,5 jours en juillet. Pour la période 1991-2020, la température moyenne annuelle observée sur la station météorologique de Météo-France la plus proche, « Metz-Frescaty », sur la commune d'Augny à 13 km à vol d'oiseau, est de 11,1 °C et le cumul annuel moyen de précipitations est de 713,5 mm. 
La température maximale relevée sur cette station est de 39,7 °C, atteinte le 25 juillet 2019 ; la température minimale est de −23,2 °C, atteinte le 17 février 1956,,. 
Les paramètres climatiques de la commune ont été estimés pour le milieu du siècle (2041-2070) selon différents scénarios d'émission de gaz à effet de serre à partir des nouvelles projections climatiques de référence DRIAS-2020. Ils sont consultables sur un site spécial publié par Météo-France en novembre 2022.

## Urbanisme

### Typologie
Au 1er janvier 2024, Nouilly est catégorisée ceinture urbaine, selon la nouvelle grille communale de densité à sept niveaux définie par l'Insee en 2022.
Elle est située hors unité urbaine. Par ailleurs la commune fait partie de l'aire d'attraction de Metz, dont elle est une commune de la couronne,. Cette aire, qui regroupe 245 communes, est catégorisée dans les aires de 200 000 à moins de 700 000 habitants,.

### Occupation des sols
L'occupation des sols de la commune, telle qu'elle ressort de la base de données européenne d’occupation biophysique des sols Corine Land Cover (CLC), est marquée par l'importance des territoires agricoles (74,1 % en 2018), en diminution par rapport à 1990 (77,6 %). La répartition détaillée en 2018 est la suivante : 
terres arables (45,5 %), prairies (28,6 %), zones urbanisées (15,1 %), forêts (5,5 %), zones industrielles ou commerciales et réseaux de communication (5,3 %). L'évolution de l’occupation des sols de la commune et de ses infrastructures peut être observée sur les différentes représentations cartographiques du territoire : la carte de Cassini (XVIIIe siècle), la carte d'état-major (1820-1866) et les cartes ou photos aériennes de l'IGN pour la période actuelle (1950 à aujourd'hui).

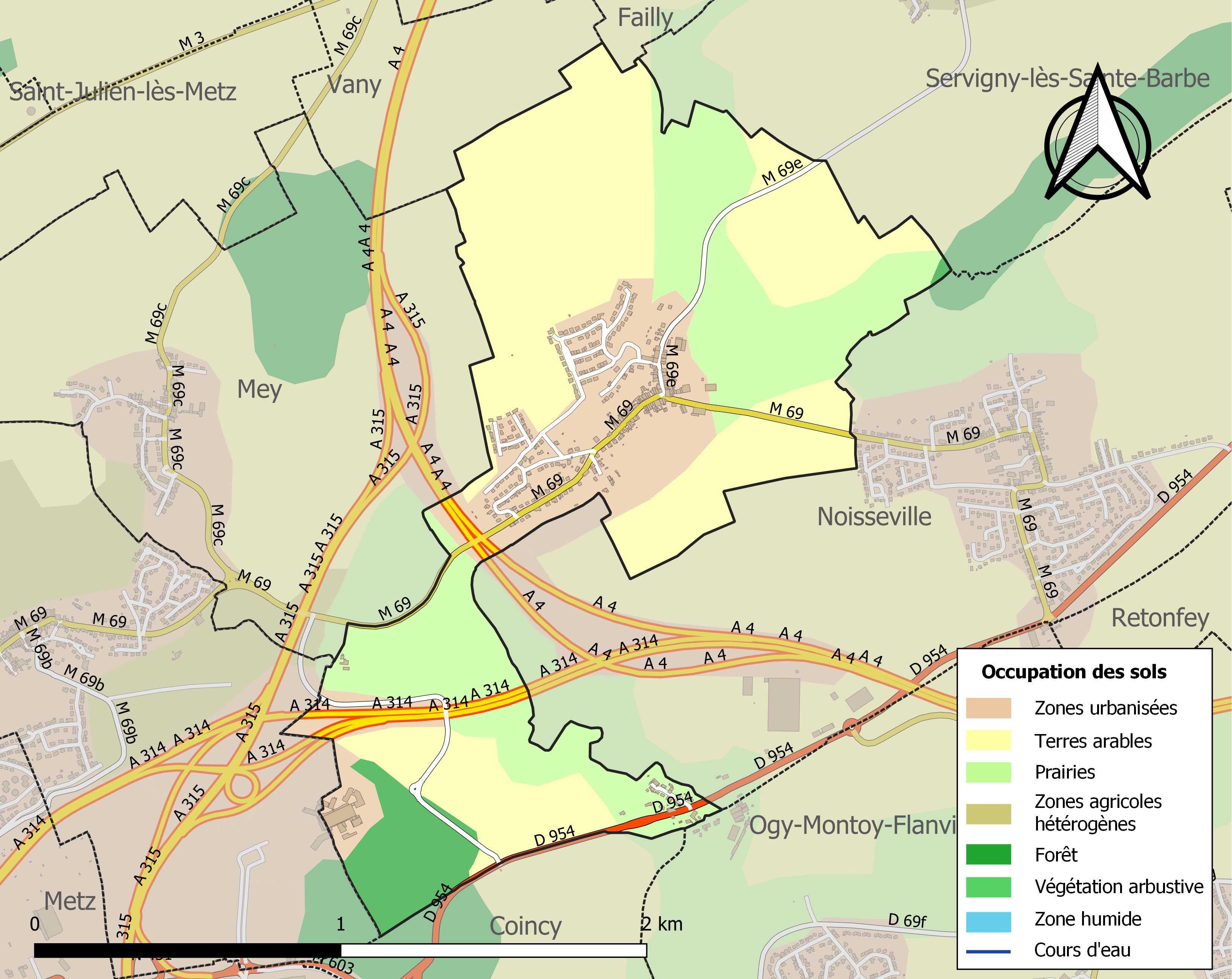
Carte des infrastructures et de l'occupation des sols de la commune en 2018 (CLC).

### Projets urbains
Le site de Lauvallières, au sud de la commune, est actuellement l'objet d'un important projet de développement et d’aménagement urbain de la communauté d'agglomération de Metz. Une zone d’aménagement concerté (ZAC) a en effet été définie sur 70 ha, principalement sur les communes de Vantoux et Nouilly, à cet endroit.
Cette nouvelle zone urbaine accueillera notamment le futur hôpital Robert-Schuman qui regroupera les hôpitaux privés de Metz (Belle-Isle, Sainte-Blandine et Saint-André). Les travaux de terrassement du nouvel hôpital doivent débuter en janvier 2010.
D'autres activités économiques et artisanales sont également prévues sur cette ZAC qui représente 200 000 m2 de surface de plancher constructible.

## Toponymie
Évolution de l’orthographe du nom du village (date du document dans lequel l’orthographe est rencontrée) : Noveliacum (875) ; Nouille prope Metas (893) ; Novilla prope Meti (1145) ; Nouveville (1280) ; Nowilley (1315) ; Noelly (XVe siècle) ; Nowelley (1404) ; Nowilly (1495) ; Nouely (1552) ; Nouelly (XVIIe siècle) ; Noeilly (1610) ; Noieilly (1681) ; Nezilly (1756) ; Noisilly (1762) ; en lorrain roman : Naouilli.
Nom sous l'administration allemande : 1871-1915 : Nouilly ; 1915-1918 : Niverlach ; 1940-1944 : Nieverlach.

## Histoire

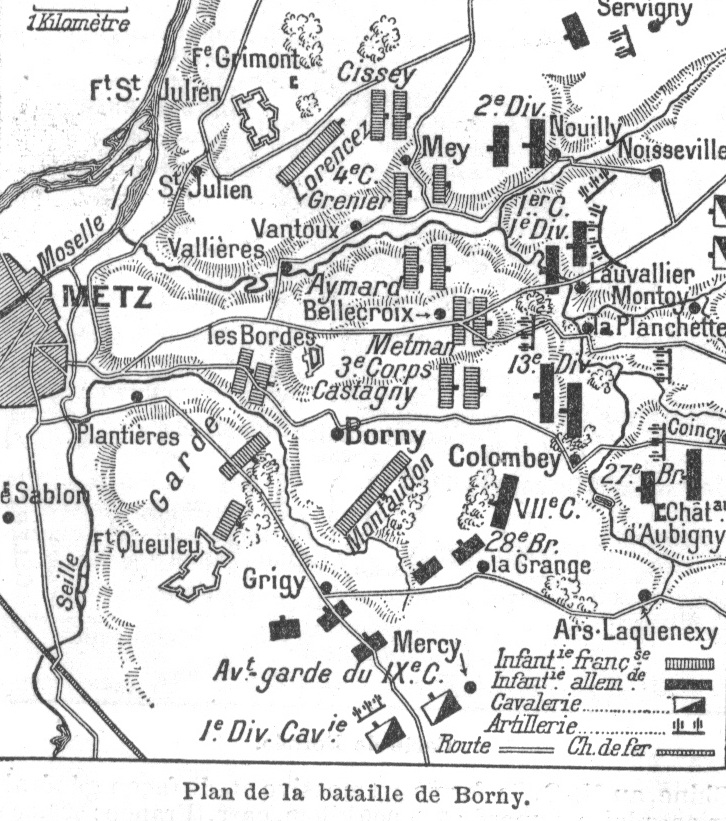
Plan de la bataille de Borny en 1870

### Avant la Révolution
Nouilly faisait partie de l'ancien pays messin du Haut-Chemin.
Il dépendait des Trois-Évêchés ainsi que du bailliage de Metz et relevait de la coutume de Metz.
Le village était partagé en trois bans-fiefs qui étaient sièges d'une justice haute, moyenne et basse : le ban Saint-Paul, qui était en possession du grand chantre de la cathédrale jusqu'à la Révolution ; le ban Thiébaut ou Thibaut-Laurent, avec maison forte, qui était propriété des Bondieur en 1681 et le ban Simon, où se trouvait le moulin du Coupillon, ou ban Sénéchal, qui appartenait aux grandes familles messines, notamment la famille Piedeschaux,.
Il se trouvait en outre à l'extrémité du village une maison franche dite la Citadelle, incluse dans le dénombrement du 1er mars 1682.

### Guerre de 1870
Le 14 août 1870, la bataille de Borny-Colombey, qui mit hors de combat plus de 8 500 hommes en quelques heures, dont près de 5 000 Allemands, se déroula notamment à Nouilly.
Le  26 août 1870 eut lieu le combat de Lauvallières, également appelée affaire de Lauvallières, ou fut engagé le 51e régiment d'infanterie de ligne[réf. nécessaire].
Le  22 septembre 1870 eut lieu l'affaire de Nouilly, ou fut engagé le 7e bataillon de chasseurs à pied.
Le village, de même que l'ensemble de l'actuel département de la Moselle, fut annexé par l'Allemagne après cette guerre, jusqu'en 1918.

## Politique et administration
| Période                                  | Période  | Identité            | Étiquette | Qualité |
| ---------------------------------------- | -------- | ------------------- | --------- | ------- |
| Les données manquantes sont à compléter. |          |                     |           |         |
| 1965                                     | 2001     | Gilbert Girard      |           |         |
| 2001                                     | 2014     | Bernard Obriot      |           |         |
| 2014                                     | mai 2020 | Jean-Louis Michelot |           |         |
| mai 2020                                 | En cours | Claude Valentin     |           |         |

## Population et société

### Démographie

#### Évolution démographique

##### Jusqu'à la Révolution
Avant la Révolution qui en fit une commune, Nouilly, où se trouvait une chapelle, était une succursale de la paroisse de Noisseville. Les habitants de Nouilly étaient toutefois dénombrés à part sous l'Ancien Régime. Le tableau qui suit présente les chiffres de quelques-uns de ces dénombrements.
Les recensements de population à cette époque comptaient généralement le nombre de feux, c'est-à-dire de foyers familiaux. Si l'on veut en déduire la population en nombre d'habitants, il faut en général multiplier ce chiffre par un facteur de 5 environ mais qui varie toutefois selon l'endroit et l'époque, et particulièrement lorsque le nombre de feux est relativement faible comme c'est le cas à Nouilly.
| 1735    | 1789    |
| ------- | ------- |
| 51 feux | 50 feux |

##### Depuis la Révolution
L'évolution du nombre d'habitants est connue à travers les recensements de la population effectués dans la commune depuis 1793. Pour les communes de moins de 10 000 habitants, une enquête de recensement portant sur toute la population est réalisée tous les cinq ans, les populations de référence des années intermédiaires étant quant à elles estimées par interpolation ou extrapolation. Pour la commune, le premier recensement exhaustif entrant dans le cadre du nouveau dispositif a été réalisé en 2005.

En 2022, la commune comptait 718 habitants, en évolution de +1,84 % par rapport à 2016 (Moselle : +0,52 %, France hors Mayotte : +2,11 %).
| 1793 | 1800 | 1806 | 1821 | 1836 | 1841 | 1861 | 1866 | 1871 |
| ---- | ---- | ---- | ---- | ---- | ---- | ---- | ---- | ---- |
| 274  | 259  | 288  | 298  | 299  | 290  | 250  | 239  | 197  |

| 1875 | 1880 | 1885 | 1890 | 1895 | 1900 | 1905 | 1910 | 1921 |
| ---- | ---- | ---- | ---- | ---- | ---- | ---- | ---- | ---- |
| 184  | 191  | 189  | 167  | 168  | 171  | 333  | 193  | 163  |

| 1926 | 1931 | 1936 | 1946 | 1954 | 1962 | 1968 | 1975 | 1982 |
| ---- | ---- | ---- | ---- | ---- | ---- | ---- | ---- | ---- |
| 184  | 197  | 177  | 177  | 200  | 217  | 236  | 312  | 385  |

| 1990 | 1999 | 2005 | 2006 | 2010 | 2015 | 2020 | 2022 | - |
| ---- | ---- | ---- | ---- | ---- | ---- | ---- | ---- | - |
| 408  | 417  | 456  | 468  | 501  | 687  | 712  | 718  | - |

### Enseignement
La commune de Nouilly comporte une école élémentaire qui dépend de l'académie de Nancy-Metz. Elle est actuellement fermée en raison de l’ouverture de la nouvelle école Les Moulins entre Nouilly et Vantoux qui a été construite en 2014.

## Culture locale et patrimoine

### Lieux et monuments

#### Édifice civils
- Pressoir à bascule, 9 rue De l’Isle Jourdain.
- Passage d'une voie romaine.
- Moulin de la Tour.
- Ancienne gare.
- Fort Lauvallières.
- Cimetière, rue de Servigny.
- Carré militaire, au milieu d’un champ, tombe individuelle d’un officier et de deux stèles avec chacune dix noms de militaires issus de la 10e compagnie du 3e régiment de grenadiers tués lors de la bataille de Borny-Colombey le 14 août 1870[26].

#### Édifices religieux
- Église Sainte-Agnès, XVIIIe siècle, anciennement fortifiée.
- Croix de chemin sous le Nazybois.

### Personnalités liées à la commune
- Jean-Louis Masson (1947), sénateur, conseiller général et conseiller municipal de Nouilly.

### Héraldique
| Armes de Nouilly | Les armes de Nouilly peuvent se blasonner ainsi : Parti: au 1er de gueules au dextrochère de carnation, vêtu d'azur, mouvant d'une nuée d'argent, tenant une épée haute du même garnie d'or, accostée en chef de deux cailloux du même, au 2e mi-parti de gueules à l'aigle contournée d'or. |

Le parti dextre provient du chapitre de la cathédrale de Metz qui portait de gueules, au dextrochère de carnation vêtu d'azur, mouvant d'une nuée d'argent, tenant une épée du même garnie d'or et accostée en chef de deux cailloux du même. Le bras tenant l'épée y représente la décollation de saint Paul, patron particulier du chapitre, tandis que les cailloux représentent la lapidation de saint Étienne, patron du diocèse de Metz.
Le parti senestre proviendrait des armes de la famille Piedeschaux qui possédait le ban Sénéchal.

## Pour approfondir